# 체이슨 쉬레브
체이슨 딘 쉬레브(Chasen Dean Shreve, 1990년 7월 12일 ~ )는 미국의 야구 선수로, 현재 메이저 리그 피츠버그 파이리츠의 선수이다.